# Cueva del Viento
Cueva del Viento è il più grande tubo vulcanico dell'Unione europea e il quinto nel mondo dopo quattro tubi vulcanici alle Hawaii (Stati Uniti). 
Esso è anche considerato in tubo vulcanico più complesso al mondo, a causa della sua morfologia di vari livelli e passaggi.  La grotta si trova nel comune di Icod de los Vinos (Tenerife, nelle Isole Canarie, Spagna). La grotta è stata formata da flussi di lava vulcanica dal Pico Viejo, che si trova vicino al vulcano Teide.
Questa grotta è anche un luogo ricco di reperti fossili di animali estinti della preistoria delle isole Canarie. Sono stati trovati fossili di Gallotia goliath e Canariomys bravoi, una lucertola e un ratto gigante ormai estinti. In diversi accessi del tubo vulcanico sono stati trovati resti archeologici dei Guanci, gli antichi abitanti di Tenerife.